# Cheryl Sourkes
Cheryl Sourkes (nascida em 1945) é uma fotógrafa canadiana. Em 2007 o seu trabalho foi o tema da exposição retrospectiva Cheryl Sourkes: Public Camera na Galeria Nacional do Canadá. O seu trabalho está incluído nas colecções do Musée national des beaux-arts du Québec e da Galeria Nacional do Canadá.
Em 2021 ela foi uma das participantes da curta-metragem experimental de John Greyson, International Dawn Chorus Day.